# Estrellita Castro
Estrellita Castro, de son vrai nom Estrella Castro Navarrete, est une actrice et chanteuse espagnole, née le 26 juin 1908 à Séville, morte à Madrid  le 10 juillet 1983. Elle est considérée comme la créatrice de la copla andaluza, un genre de musique véritablement espagnol. Ses chansons ont atteint une grande popularité dans les années 1930 et 1940 , elle a interprété divers styles de musique espagnole, des zambras, des boléros-cubanos, des mazurcas et même des tangos, ou des pasodobles. On la surnomme par ailleurs  « la reine du pasodoble ». Son succès de chanteuse lui a ouvert les portes du cinéma espagnol, et joue dans seize longs métrages.

## Biographie
Estrellita naît à Séville dans la Calle Mateos Gago. Elle était la fille d'un poissonnier galicien, José Castro Bascuas (né en 1875) et de son épouse, Sebastiana Navarrete Funes, née à Malaga (morte en 1953)  étant la plus jeune d'une fratrie de onze enfants. Les origines d'Estrellita Castro remontent au moins à son arrière-grand-père, Francisco de Castro, originaire de la paroisse de Rubín et marié à María Ponce. De ce mariage naquirent trois enfants : José, Manuela et Juana Castro Ponce, tous installés dans la paroisse voisine d'Ancorados.
Elle apprend à chanter à l'Académie des Maestro Realito. Elle finance ses cours en effectuant des tâches ménagères dans la maison du Realito. Estrellita est bien connue dans sa ville où elle chante lors des mariages et des baptêmes dans le quartier où elle a grandi. À quatorze ans, elle joue dans les Reales Alcázares de Séville avant le règne du roi d'Espagne Alphonse XIII et de la Reine Victoire-Eugénie de Battenberg. Grâce au matador Ignacio Sánchez Mejías, Estrellita chante dans une fête de charité au Salón Imperial de Séville. Après son succès dans cette ville, elle parcourt l'Andalousie. En 1929, elle est présentée à Barcelone avec le spectacle « La Copla Andaluza » avec le grand artiste Angelillo.
En 1935, Estrellita fait ses débuts au cinéma dans le film Rosario la Cortijera, qui lui procure un gain de notoriété. Dans les années 1930 et 1940, elle joue dans plusieurs films, les plus célèbres étant El Barbero de Sevilla, Suspiros de España et Mariquilla Terremoto, tournés en Allemagne en 1938. Depuis le milieu des années 1940, elle se consacre entièrement à ses spectacles de folklore andalou. À la fin des années 1940, elle fait sa deuxième tournée en Amérique latine, qu’elle parcourt en vedette. En 1953, elle rentre en Espagne pour donner son spectacle Romería, et en 1956 crée le spectacle Estrella de España.
Après sa période de splendeur des années 1930 et 1940, elle ne se retire jamais du monde du spectacle. Dans les décennies 1960 et 1970, elle reçoit de nombreux hommages, parmi lesquels, en 1962, la Medalla al Mérito en el Trabajo (Médaille du Mérite au Travail). 
Elle passe les dernières années de sa vie avec son partenaire sentimental, Demetrio Corbi, dans une situation financière précaire, soignée par une nièce. 
En 1978, la mairie de Séville lui nomme une rue en son hommage. 
La ville de Séville rend hommage à Estrellita en avril 1983. 
Elle meurt le 10 juillet 1983 des suites d'un arrêt cardiaque,.

## Filmographie
- 1973 : Casa Flora
- 1971 : La casa de los Martínez
- 1967 : La Niña del patio
- 1963 : Han robado una estrella
- 1953 : Gitana tenías que ser
- 1943 : La patria chica
- 1943 : La maja del capote
- 1942 : Los misterios de Tánger
- 1941 : Torbellino
- 1940 : La gitanilla
- 1939 : Los hijos de la noche
- 1938 : Mariquilla Terremoto
- 1938 : El barbero de Sevilla
- 1938 : Suspiros de España
- 1935 : Rosario la Cortijera
- 1933 : Mi patio andaluz (court)